# ロックパイル
ロックパイル (Rockpile) は、1970年代後半から1980年代にかけて活躍したイギリスのポップ・ロックグループ。メンバーは、デイヴ・エドモンズ（ボーカル、ギター）、ニック・ロウ（ボーカル、ベース）、テリー・ウィリアムズ（ドラムス）、ビリー・ブレムナー（ボーカル、ギター）の4人で、ロカビリー、ロックンロール、ポップスなどをベースにした多様な音楽性は、パブロック、ニューウェイブミュージックに大きな影響を及ぼした。
グループ名義でのアルバムは1980年の『セカンズ・オブ・プレジャー』(Seconds of Pleasure) 1枚のみであるが、エドモンズ名義の2枚、ロウ名義の1枚もロックパイルのメンバーによってレコーディングされた。エドモンズ、ロウのその他のソロ・アルバムでも、このラインナップでレコーディングされたものがいくつかある。ミッキー・ジャップやカーリーン・カーターのレコーディングにもバックバンドとして参加した。

## キャリア
1970年、デイヴ・エドモンズが自らのアルバム『ロックパイル』(Rockpile)をリリースした際のプロモーションツアー中に、テリー・ウィリアムズを含むツアーメンバーでデイヴ・エドモンズ＆ロックパイルを結成。しかしツアー後にバンドは解散し、エドモンズは一旦スタジオワークに戻る。
ここで自らプロデュースしたパブロック・バンド、ブリンズリー・シュウォーツのベーシスト、ニック・ロウと知り合い、シュウォーツの1974年のアルバム『ニュー・フェイヴァリッツ・オブ・ブリンズリー・シュウォーツ』(The New Favourites of... Brinsley Schwarz) の制作に協力する。
シュウォーツは、お返しに1975年のエドモンズのソロ・アルバム『ひとりぼっちのスタジオ (Subtle As A Flying Mallet)』の2曲でバックをつとめた。
シュウォーツは『ニュー・フェイヴァリッツ・オブ・ブリンズリー・シュウォーツ』リリース後に解散、エドモンズとロウはセッションを開始する。
シュウォーツのマネージャーだったデイヴ・ロビンソンがジェイク・リヴェラとともにスティッフ・レコードを設立、ロウが契約第1号アーティストとなり、ロウはエドモンズと組んで数曲をレコーディングし、ロウ名義のアルバムに収録した。スティッフはエドモンズとの関係も強化したがったが、エドモンズは当時リヴェラと折り合いが悪く、1976年にレッド・ツェッペリンのスワン・ソングとソロ契約を結んでしまう。
エドモンズがロウ、テリー・ウィリアムズの協力を得て新しいソロ・アルバム『ゲット・イット』 (Get It) をレコーディングしたのに続いて、ロウ、エドモンズ、ウィリアムズの3人にビリー・ブレムナーを加えた新生ロックパイルが結成された。
2人のフロントマンが異なるレーベルに所属しているという不自由にもかかわらず、バンドは精力的に活動を開始。1976年から77年にかけて、エドモンズの新しいレーベルメイトバッド・カンパニーのオープニングアクトとしてツアーを敢行、またエドモンズはスティッフが企画したコンピレーションのために数曲を提供した。
ロウ個人の人気が高まるにつれ、一時的にグループの活動は停滞する。1977年、ロウはスティッフ・レコード所属アーティストの企画ツアーFive Live Stiffsに出演、このときのバンドは Nick Lowe's Last Chicken in the Shop と名付けられ、ロックパイルからはウィリアムズのみが参加した。しかし、終了間際でエドモンズがバンドに飛び入り、ブレムナーはこのツアーには参加していなかったものの、まもなくロックパイルはフルタイムの活動に戻った。
バンドはまず、1978年3月のロウのデビュー・ソロアルバム『ジーザス・オブ・クール』(Jesus Of Cool) にバックバンドとして参加（このアルバムはアメリカでは『ピュア・ポップ・フォー・ナウ・ピープル』(Pure Pop For Now People)とタイトルを変え、収録曲も変更され、メンバーもそれぞれに違うナンバーを演奏した）。
同年リリースのエドモンズのソロ・アルバム『トラックス・オン・ワックス4』(Tracks on Wax 4) もメンバー4人によってレコーディングされており、事実上ロックパイルのアルバムである。ロウとエドモンズの2人のアルバムが出そろったところでバンドはツアーに出かけた。また、ロウがプロデュースしたミッキー・ジャップのアルバム『ジャッパニーズ』(Juppanese) のSide-Aでバックを担当した。
1979年には、エドモンズの『リピート・ホエン・ネセサリー』(Repeat When Necessary） とロウの『レイバー・オブ・ラスト』(Labour of Lust) をほぼ同時期にレコーディングした。エドモンズはエルヴィス・コステロ作の「ガールズ・トーク」(Girls Talk) をシングルとして出しヒットした。ロウの「恋するふたり」(Cruel to Be Kind) もヒットした。
1979年12月29日、ポール・マッカートニー・アンド・ウイングス、クイーン、スペシャルズ、クラッシュ、イアン・デューリー&ザ・ブロックヘッズ、プリテンダーズ、ザ・フー、レッド・ツェッペリンのらが集結した「カンボジア難民救済コンサート」Concerts for the People of Kampucheaが開催され、ロックパイルとレーベル・メイトのエルヴィス・コステロも参加。ロックパイルは「クローリング・フロム・ザ・レッケージ」(Crawling From The Wreckage)「スリータイム・ルーザー」(Three Time Loser) と、ロバート・プラントとジョイントしての「リトル・シスター」(Little Sister) を演奏した。
1980年、エドモンズはスワン・ソングとの契約を完了するためにソロ・アルバム『トゥワンギン…』(Twangin) をレコーディング。これにより、ロックパイルはジェイク・リヴェラの新レーベル、Fビート・レコードから本当のバンドのレコードをリリースできるようになった。
同年10月、ロックパイル名義での初アルバム『セカンズ・オブ・プレジャー』(Seconds of Pleasure)を発表。3人のメンバーがリード・ボーカルを分け合った。アルバムには「Nick Lowe & Dave Edmunds Sing The Everly Brothers」と題したボーナスEPが付いており、ロウとエドモンズは「テイク・ア・メッセージ・トゥ・メアリー」「クライング・イン・ザ・レイン」「プア・ジェニー」「ホエン・ウィル・アイ・ビー・ラヴド」の4曲をデュエットした。アルバムからはロウの歌う「ティーチャー・ティーチャー」 (Teacher, Teacher) が小ヒットを記録した。
また同じ年、ロウの新しい妻のカーリーン・カーター（ジョニー・キャッシュの養女）のアルバム『ミュージカル・シェイプス』をバックアップする。しかし、このころから2人のフロントマン、ロウとエドモンズの間に緊張が高まり、8月には有名なヒートウェイヴ・フェスティバルのステージに上がったものの、2人の間は修復不可能となり、1981年にロックパイルはその活動にピリオドを打った。
バンド解散後にリリースされたエドモンズのソロ・アルバム『トゥワンギン…』の収録曲は、ほとんど彼の前のソロ・アルバムからのアウトテイクであり、11曲のうち9曲でロックパイルが演奏した。
ウィリアムズとブレムナーは、1980年代にリリースされたロウのアルバム数作で共演したが、ロウとエドモンズは1988年のロウのアルバム『ピンカー・アンド・プラウダー・ザン・プレヴィアス』(Pinker and Prouder than Previous)まで一緒に仕事をしなかった。

## ディスコグラフィ

### スタジオ・アルバム
| 年   | タイトル                                                                                     | チャート最高位 | チャート最高位 | チャート最高位 | 備考                      |
| 年   | タイトル                                                                                     | UK             | CAN            | US             | 備考                      |
| ---- | -------------------------------------------------------------------------------------------- | -------------- | -------------- | -------------- | ------------------------- |
| 1980 | セカンズ・オブ・プレジャー Seconds of Pleasure - リリース: 1980年10月 - レーベル: コロムビア | 34             | 29             | 27             | 旧邦題 『ロンドンの街角』 |

### シングル
| 1980                                    | "Wrong Again (Let's Face It)" | —  | —  | セカンズ・オブ・プレジャー |
| 1980                                    | "Teacher Teacher"             | 31 | 51 | セカンズ・オブ・プレジャー |
| 1980                                    | "Now and Always"              | —  | —  | セカンズ・オブ・プレジャー |
| "—" denotes releases that did not chart |                               |    |    |                            |